# ایزابل (نام)
ایزابل (Jezebel) نام ملکه‌ای فنیقیایی و همچنین -به صورت Isabelle- از نامهای فرانسوی است.

## افراد سرشناس با این نام
- ایزابل آجانی
- ایزابله اوبرت
- ایزابل بوله
- زابو بریتمن
- ایزابل کارو
- ایزابل کاره
- ایزابل کالین دافرسن
- ایزابل کوتان-پر
- ایزابل دمونگئوت
- ایزابل فورمن
- ایزابل هوپر
- ایزابل نانتی
- ایزابل پاسکو
- ایزابل سادویان
- ایزابل سورینو